# Wupatki National Monument
Wupatki National Monument ist ein Schutzgebiet des National Park Service vom Typ eines National Monuments nördlich der Stadt Flagstaff im US-Bundesstaat Arizona. In dem 140 km² großen National Monument wurden fast 2600 prähistorische Fundstellen entdeckt, darunter die Ruinen von Pueblos der Anasazi-Kultur.
Die Geschichte der Siedlungen ist stark beeinflusst vom Ausbruch des benachbarten Vulkans Sunset Crater, der auf die Jahre 1064/1065 oder nach neueren Angaben auf zwischen 1085 und 1090 datiert wird. Warum nach dem Ausbruch rasch wieder Siedlungen entstanden, größer und prosperierender als zuvor, ist unbekannt. Die indigene Gesellschaft mit an die Umwelt angepassten Landwirtschaftsmethoden, Siedlungweisen, Sozialstrukturen und Migrationsmöglichkeiten gilt als sehr resilient. Möglicherweise trugen auch die verbesserte Wasserspeicherung und Nährstoffe der vulkanischen Aschen zur Fruchtbarkeit der Böden bei.

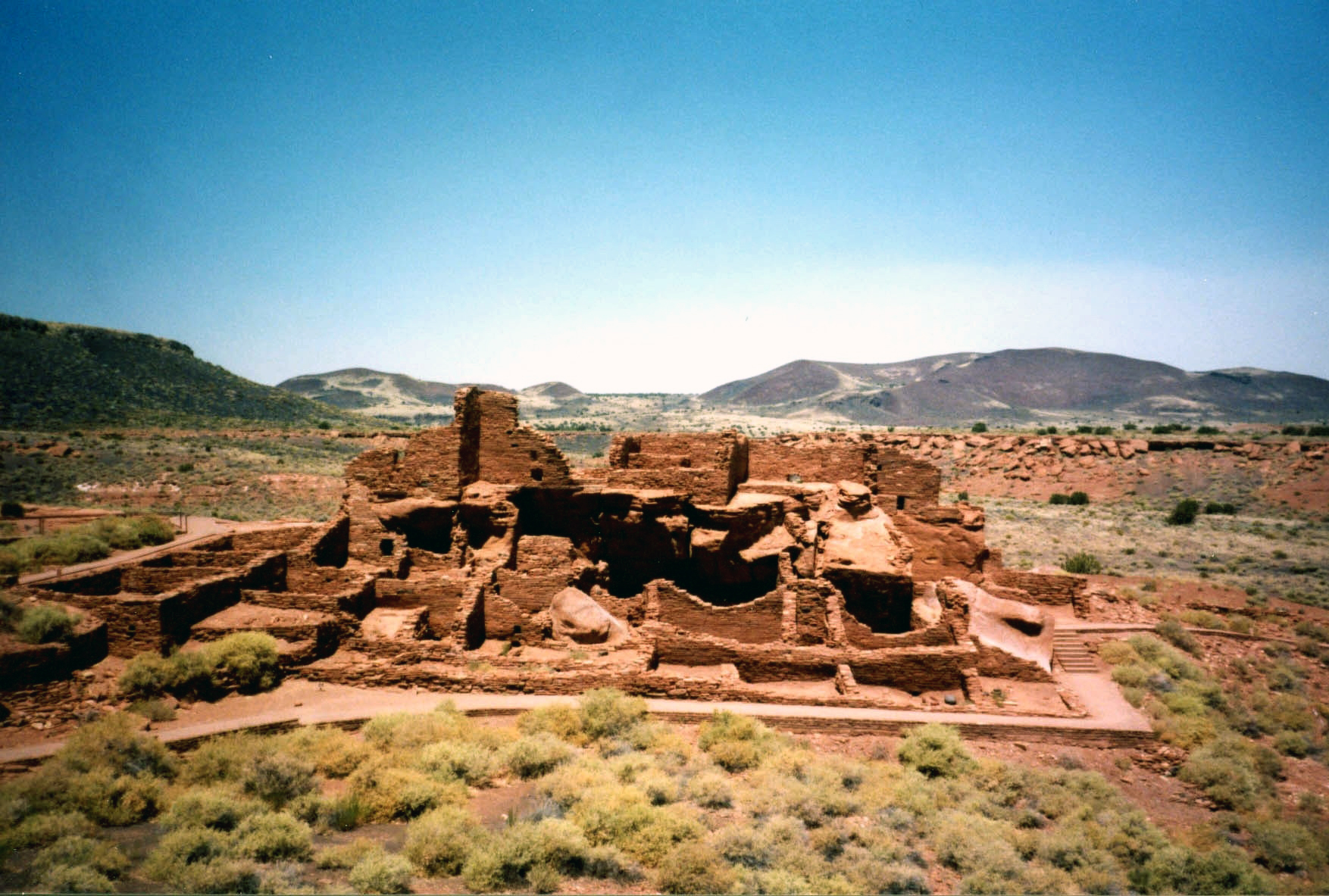
Wupatki-Ruine

Die Wupatki-Ruine war im 12. Jahrhundert das größte bekannte Bauwerk auf dem nordamerikanischen Kontinent. In ihr wohnten zwischen 85 und 100 Personen, die Bevölkerung des näheren Umfelds wird auf mehrere Tausend geschätzt. Die Anasazi lebten von Mais, Kürbis und Bohnen. Sie jagten Gabelböcke und Nagetiere und sammelten Beeren. Sie schufen kunstvoll bemalte Keramiken und trugen Kleidung aus gewebten und bunt gefärbten Textilien. Tonscherben zeigen, dass es Handelsbeziehungen durch den ganzen Südwesten der heutigen USA gab.
Seit 15. Oktober 1966 ist die Stätte im National Register of Historic Places in Arizona gelistet. Sie wird vom National Park Service außerdem als National Historic Landmark geführt, weil sie bereits vor dem Beginn dieses Programms im Jahr 1960 als National Monument eine besondere historische Bedeutung innehatte.

## Benachbarte Schutzgebiete
- Sunset Crater Volcano National Monument
- Walnut Canyon National Monument